# Issachar Fater
Issachar Fater (ur. w 1912 w Drobinie, zm. w lutym 2004 w Tel Awiwie) – polski dyrygent, pedagog, muzykolog żydowskiego pochodzenia.

## Życiorys
Był synem Szmula Icchaka. Rodzina przeniosła się z Drobina do Zakroczymia. U ojca uczył się zasad muzyki. Był również uczniem Stanisława Kazury i Tadeusza Mayznera w Warszawie. Absolwent Państwowego Seminarium Nauczycielskiego. Od 1935 roku pracował jako pedagog w żydowskim gimnazjum koedukacyjnym w Mławie. Uczył przedmiotów judaistycznych i muzyki oraz założył i prowadził chór. W 1940 roku, jako uciekinier, podjął pracę w Baranowiczach – został inspektorem muzyki w szkołach. W 1941 roku został aresztowany przez władze sowieckie i zesłany do Azji Środkowej. Po zwolnieniu z łagru został dyrektorem kulturalnym „Polskiej Kompanii Pieśni i Słowa”, następnie otrzymał posadę dyrygenta Państwowej Filharmonii w Leninabadzie w Tadżykistanie. Po wojnie powrócił do Polski i kierował wydziałem kultury przy Centralnym Komitecie Żydów Polskich. W 1947 roku wyjechał do Paryża, Antwerpii a stamtąd do Brazylii. W latach 1951–1962 mieszkał w Rio de Janeiro i pracował w szkolnictwie, prowadząc głównie chóry. W 1962 r. wyjechał do Tel Awiwu. Zajmował się badaniami nad muzyką żydowską. Autor szeregu artykułów oraz książek.

## Publikacje
- Jidisze muzik in Pojln cwiszn bejde welt milchomes (1970)
- Muzyka żydowska w Polsce w okresie międzywojennym (1997)
- Jidisze muzik un ire problemen (1985)
- Kojdesz we-kol in der jidiszer muzik (1988)
- „Jewish Music in Poland between the World Wars”, Hakibbutz Hameuchad Publishing House Ltd., Tel Aviv 1992